# Ullikummi
Ullikummi of Vishap was in de Anatolische mythologie de zoon van de god Kumarbi, die later in de Hettitische en Armeense mythologie werd geïntroduceerd.
De mythe van Ullikummi gaat erover dat Kumarbi poogt wraak te nemen op zijn eerste zoon Teshub, nadat die zijn gezag had omvergeworpen. Kumarbi koesterde toen de wens om een kwaadaardig wezen te genereren. Hij sliep bij een ontzaglijke steen en die baarde daarna Ullikummi. De jongen was van dioriet steen gemaakt. De goden plaatsten hem op de schouders van de reus Upelluri midden in de zee om hem te beschermen. Het kind werd snel alsmaar groter. Toen het water nog maar tot aan zijn middel reikte werd hij door de zonnegod opgemerkt, die onmiddellijk Teshub waarschuwde voor het dreigend gevaar. Teshub weende van angst, maar zijn zus sterkte hem in zijn gemoed en hij besloot het monsterlijk wezen te zullen aanvallen. Maar zelfs met de ingeroepen hulp van de donder en van de regen was Teshub niet in staat dit schepsel te vernietigen.
Intussen had Ullikummi al de poorten van de stad van Teshub bereikt, en hij dwong de stormgod om de strijd op te geven. In verwarring zocht Teshub toen hulp bij de wijze oude god Ea. Die haalde een zaag boven die oorspronkelijk nog had gediend om hemel en aarde van elkaar los te maken. Daarmee zwiepte Ea Ullikummi van zijn enkels en toen vloeide de kracht uit het monster weg. Daarop hervatten de goden hun aanvallen op Ullikummi en kon Teshub uiteindelijk de troon weer bestijgen.